# 楊駿
楊 駿（よう しゅん、生年不詳 - 永平元年3月8日（291年4月23日））は、中国西晋時代の権臣。字は文長。本貫は弘農郡華陰県。武帝司馬炎の外戚として権勢を振るったが、恵帝の皇后賈南風と対立した末に誅殺された。彼の死は八王の乱の端緒となった。

## 生涯

### 武帝の外戚
姪の楊艶が武帝の皇后だったので、若い頃に朝廷から取り立てられた。やがて高陸県令・驍騎鎮軍二府司馬に任じられた。泰始10年（274年）7月、楊艶が病死すると、彼女の遺言により楊駿の娘の楊芷が後宮に招かれ、次期皇后の最有力候補となった。咸寧2年（276年）、楊芷が正式に皇后に立てられると、楊駿は外戚としてさらに度を超えた抜擢を受け、重任を委ねられるようになった。鎮軍将軍に任じられ、さらに車騎将軍に昇進し、臨晋侯にも封じられた。
武帝は呉の平定以降、天下統一を成し遂げた事に安心しきり、政務を蔑ろにして酒食に溺れるようになったので、宮中では賄賂が公然と行われる有様となった。次第に楊駿は弟の楊珧・楊済と共に権勢をほしいままにするようになり、彼らは『天下三楊』と称されるようになった。楊駿は自らを支持する者ばかりを取り立て、多くの旧臣を遠ざけたので、吏部尚書山濤は幾度も武帝へ楊駿の重用を止める様に諫めた。尚書褚䂮・郭奕らもまた上表し、楊駿は度量が狭いので国政を担うには力不足であると述べたが、武帝はいずれの意見も容れなかった。当時の貴族や官僚達は楊駿の専横を憂いたという。
太康10年（289年）11月、武帝は病に倒れると、自らの死期を悟り、死後は叔父の汝南王司馬亮と楊駿の二人に太子司馬衷（後の恵帝）の補佐を任せようと考えた。だが、楊駿は司馬亮が権力を握るのを嫌い、楊芷と共に裏で働きかけて司馬亮を侍中・大司馬・大都督・豫州諸軍事に任じて仮黄鉞を与え、許昌に出鎮するよう命じ、表向きは昇進させた上で地方へと追い払った。また、他の皇族についても同様に昇進を名目として地方へと左遷した。また太熙元年（290年）1月、司空衛瓘の子である衛宣は繁昌公主（武帝の娘）を娶った。楊駿はかねてより衛瓘の存在を疎ましく思っていたので、衛宣が酒による過失が多いのを理由として、宦官と共謀して衛宣を弾劾し、繁昌公主と離婚させた。これを知った衛瓘は禍を恐れて朝廷から離れ、私邸に帰った。
3月、武帝の病状が日に日に悪化すると、宮中にいた楊駿は独断で武帝の近侍を自らの意に沿う者と入れ替えた。武帝の病状が少し回復すると、彼は近侍が入れ替わっている事に気付き、楊駿へ「なぜに近侍を入れ替えたか！」と咎めたが、罰する事は無かった。この時、許昌に赴くよう命じられていた司馬亮はまだ出発していなかったので、武帝は改めて司馬亮と楊駿に後事を託そうと考え、中書に命じて遺詔を作らせた。だが、楊駿は中書の下を訪ねると遺詔の原案を持ち去ってしまい、代わりに楊駿を太尉・太子太傅・都督中外諸軍事・侍中・録尚書事に任じる、という内容の遺詔を部下に命じて用意させ、既に昏睡状態に陥っていた武帝へと手渡した。4月に武帝は崩御し、皇太子の司馬衷が新皇帝に即位した（恵帝）。

### 朝政を専断
恵帝が即位すると楊駿は遺言通りに太尉・太子太傅・都督中外諸軍事・侍中・録尚書事に任じられ、朝政の全権を握った。また、太極殿（皇帝の住居）に住まうようになり、虎賁（勇士）百人に自らを警備させた。後に武帝の棺は太極殿に移されたが、楊駿は太極殿から下りる事はなかった。楊駿は讒言を受けて許昌へと向かう前に司馬亮を討伐する命を下したが、配下の武将達がこれを拒んだため司馬亮は難を逃れた。
楊駿の政治は非常に厳格であり、些細なことでも容赦なく糾弾したので、中央・地方問わずみなから忌み嫌われた。楊駿は人心を得るために群臣の爵位を濫発し、また古代の法令や制度をよく理解しておらず、古くからの慣例に幾度も背いた。『春秋』においては「新しい君主が即位して2年目に改元を行い、これをもって正式な即位とする」という規定にも拘らず、武帝が死んで1年も経たずに永平と改元するという失態を犯した事もあった。さらに自ら要請して太傅・大都督に上り仮黄鉞（軍隊を独断で動かせる権限） を得ようとしたが、部下の静止もあってこの人事は中止となった。
恵帝の妻である皇后賈南風は陰険で策謀を好む人物であり、次第に朝廷を壟断する楊駿の事を疎ましく思うようになった。そのため、かねてより楊駿に軽んじられていた殿中中郎の孟観・李肇や宦官の董猛らと密議を重ね、楊駿誅殺と皇太后楊芷の廃位の計画を委ねた。さらに李肇は荊州の楚王司馬瑋に楊駿の誅殺を持ち掛け洛陽へと呼び寄せると、司馬瑋は喜んで賛同し、上表して入朝を請うた。楊駿はかねてよりら司馬瑋の勇猛さを恐れており、洛陽へ呼び寄せて手元に置いておきたいと考えていたため、これを快く許可した。

### 政変と死
永平元年（291年）3月、孟観・李肇は計画を実行に移し、恵帝の下へ赴いて楊駿の謀反を訴えた。さらに楊駿の全ての官職を免じる旨の詔を作成し、夜の内に洛陽城内外に戒厳令を敷いて、楊駿府を制圧し焼き払った。楊駿自身はその場には居合わせなかったが、変事を聞くと群臣を集めて今後の進退について議論した。太傅主簿朱振は「雲龍門（南門）を焼いて一党を威嚇し、首謀者を差し出すよう要求するのです。それから皇太子司馬遹を擁立して皇宮に向かえば、殿内は震撼して必ず首謀者の首を送ってくるでしょう。早く決断しなければ禍が及びますぞ」と勧めたが、楊駿は「雲龍門は魏の明帝が造った門であり、多くの労力と費用を費やした。それを焼いて良いはずがない」と述べ、申し出を拒絶した。これを聞いた侍中傅祗は楊駿が大事を成す器ではないと判断し、状況確認を名目として宮中へ逃亡し、他の官僚たちも多くが傅祗に続いて楊駿のもとを離れていった。これにより楊駿を守る者はいなくなり、進退窮まった楊駿は馬厩に逃亡したが、見つかってしまい殺害された。
その後、孟観らは楊駿の弟である楊珧・楊済、配下の張劭・李斌・段広・劉豫・武茂・散騎常侍楊邈・中書令蔣儁・東夷校尉文鴦を逮捕した。楊珧と楊済はそれぞれ優れた功績を挙げた人物で人望もあり、楊珧については魏の鍾毓（鍾会の兄）の先例を挙げて助命を嘆願する声も出たが、結局連座して楊氏は三族皆殺しとなった。楊氏に与したとみなされた人物も多くが三族皆殺しとなったが、文鴦や武茂（武周の子）のように、讒言で巻き添えとなった者もいた。皇太后楊芷もまた庶人に落とされ、後に殺害された。
楊駿は暗愚であり多くの官僚から忌み嫌われていたが、直言が怒りに触れたとしても遠ざけるだけに留め、無罪の人間を無闇に殺すようなことはしなかったという。

## 墓誌と弘農楊氏
楊駿の墓誌は、欠落が多いものの、1991年発行の『洛陽出土歴代墓誌輯縄』に「楊駿残碑」として収録されている。中でも
……諱敷。大父東萊太守・蓩亭侯、諱〓（衆）……
という部分は従来の文献資料では確証のなかった続柄で、楊駿の祖父は蓩亭侯の楊衆、曾祖父は楊敷ということになる。これにより、楊奉・楊震と遡って、いわゆる四代三公として知られている家系と楊駿の家系との繋りが判明し、世代も確定した。例えば、楊駿が楊震の5世孫であることから、姪の楊艶は楊震の6世孫となる。

## 逸話
ある時、楊駿は隠者の孫登を迎え入れると、様々な問いかけを行ったが、孫登は一切答えなかった。また、楊駿は着物を贈ったが、孫登は門から出た所で人から刀を借り、着物を上下に切り裂いた。それを楊駿の屋敷の門下に置くと、さらに幾度も切り刻んだ。当時の人々は孫登を狂人と思ったが、後に楊駿が誅殺された時、孫登の行動はこれを予言したのだとみな言い合ったという。